# Doodgraver (beroep)

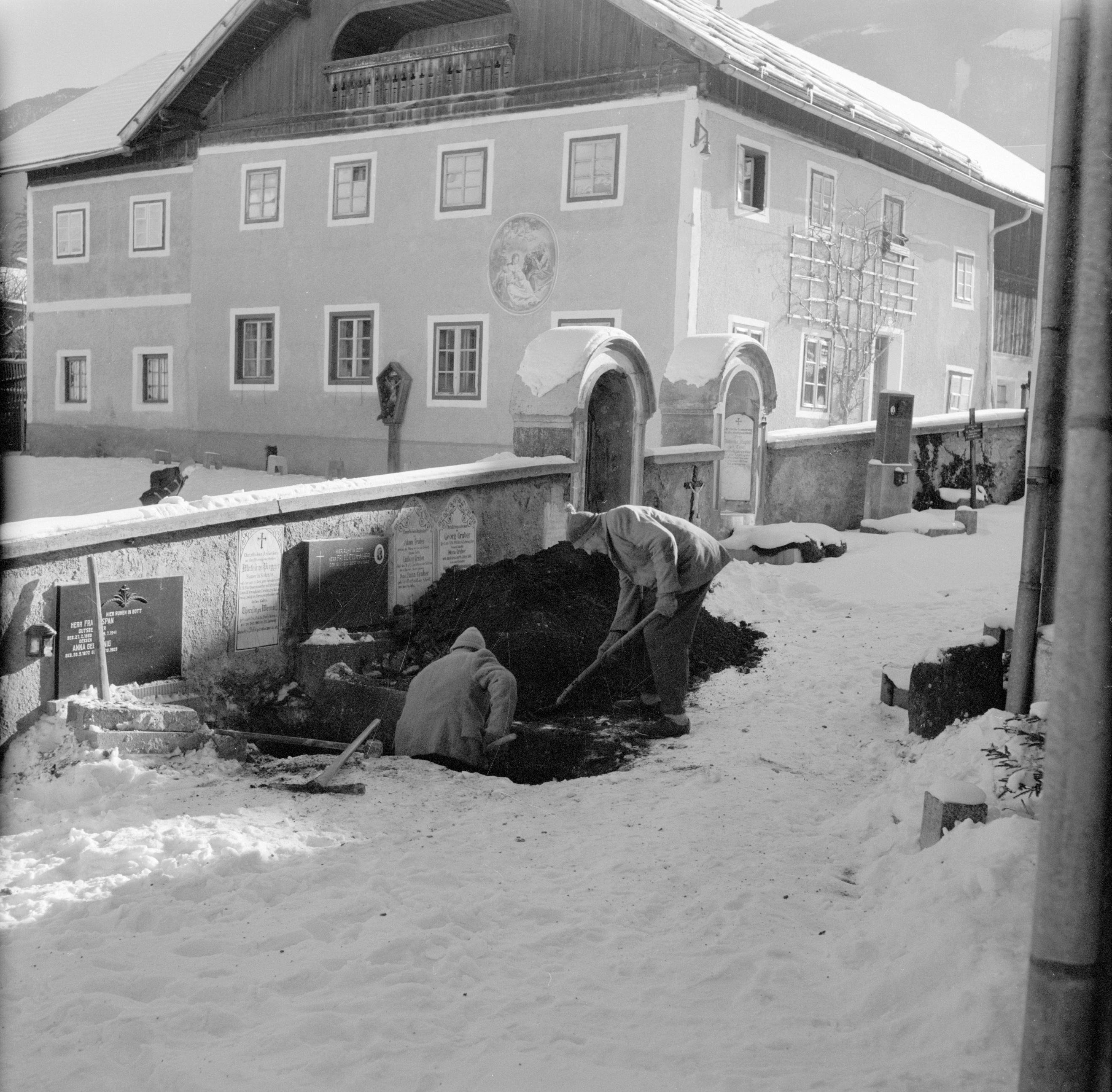
Grafdelvers aan het werk in de sneeuw

Een doodgraver of grafdelver is iemand die een graf graaft, en het na de begrafenisceremonie ook weer dicht maakt. Veel graven zijn tijdelijk (bij huur), waarna er iemand anders komt te liggen. Soms moeten dan de 'oude resten' verwijderd worden. Die gaan óf naar een crematorium, óf in de knekelput, wanneer die op de begraafplaats aanwezig is. In Nederland kunnen grafdelvers in dienst zijn van een uitvaartondernemer of, ze zijn in dienst bij de gemeente. Dat is afhankelijk wie het beheer heeft over de begraafplaats.
Acteurs die een rol speelden als doodgraver.
- Luciano Federico, doodgraver in de film 800 Balas
- Herbert Joeks, doodgraver Bongerds in de tv-serie Hollands Glorie
- Jan Borkus, doodgraver in het hoorspel Geen kist voor twee personen
- Tonnie Foletta, doodgraver in het hoorspel Een dagje onder het net
- Billy Crystal, doodgraver in  Kenneth Branagh's filmversie van  Hamlet

## Trivia
- De vader van Maarten 't Hart, Paulus 't Hart, was grafmaker in Maassluis, en komt als zodanig voor in een aantal verhalen en romans van de schrijver.
- In Amsterdam werden doodgravers ook wel "Kraai" genoemd.[2]